# Mahmoud Gharbi
Mahmoud Gharbi (ara. محمود الغربي) (Tunis, 11. veljače 1982.) je tuniški rukometaš i nacionalni reprezentativac. Igra na poziciji pivota te je trenutno član francuskog HBC Nantesa.
Karijeru je započeo 2000. godine u domaćem Esperance Sportive de Tunis. S klubom je četiri puta bio tuniški prvak (2004., 2005., 2009. i 2010.) s time da je 2005. osvojio dvostruku krunu (nacionalno prvenstvo i afričku Ligu prvaka). Zbog toga je iste godine dobio poziv u reprezentaciju Tunisa s kojom je bio brončani na Mediteranskim igrama u Almeríji gdje je pobijeđena reprezentacija SiCG. Također, Gharbi je s reprezentacijom tri puta bio prvak Afrike (2006., 2010. i 2012.).
2010. godine Mahmoud Gharbi je potpisao za francuski HBC Nantes čiji je i danas član.

## Vanjske poveznice
- Profil rukometaša